# Sphagnum squarrosum
Espèce
Sphagnum squarrosum (ou Sphaigne squarreuse) est une bryophyte de la famille des Sphagnacées (spiky bog-moss ou spreading-leaved bog moss).

## Description
Cette mousse a une couleur vert tendre quand elle est normalement humide.

## Habitat
Cette espèce apprécie les sols et substrats acides, riches en matière organique nutriments et très humides 
Ses habitats typiques incluent les bois humides et tourbeux riche en bois-morts, certains fossés et les banquettes de cours d'eau rapides (torrents, cascades…), jusqu'à haute altitude. On la trouve souvent en milieux paratourbeux, associée à des Caricaies, des tapis de joncs ou des étendues ou touradons de molinie bleue (Molinia caerulea).
Une analyse génétique récente (2006) a montré (sur la base des haplotypes chloroplastiques) que cette espèce est plus ubiquiste que S. fimbriatum qui montre elle de fortes affinités biogéographiques. Une hypothèse est que S. fimbriatum a survécu aux dernières glaciations en zone atlantique plutôt littorale en Europe, alors que S squarrosum a bénéficié de nombreux refuges dans toute l'Europe. L'existence d'un haplotype dominant de S. fimbriatum dans presque toute l'Europe suggère une recolonisation rapide de certains milieux par cette espèce à partir de la fin du maximum glaciaire (il y a environ 10 000 ans) ; une capacité colonisatrice élevé de S. fimbriatum serait alors une caractéristique inhérente et la récente expansion de en Europe pourrait être une réponse au changement climatique.

## Services écosystémiques
En se décomposant (mal) elle contribue à former la tourbe et joue donc un rôle en matière de puits de carbone et pour la conservation de l'eau, les tourbières jouant souvent un rôle tampon important.

## écologie
- Cette espèce a une croissance rapide, et comme toutes les espèces des genres Sphagnum et Polytrichum là où elles s'installent tendent à augmenter et entretenir l'acidité du milieu[6]. Elle a une capacité d'acidification particulièrement élevée[7], ce qui est sans doute une manière d'éliminer d'autres plantes ne supportant pas cette acidité. (y compris d'autres mousses telles que Sphagnum scorpioides[8])
- Dans les régions circum polaires, elle peut être parasitée par Discinella schimperi[9].

## État des populations, menaces
Comme toutes les plantes de tourbières, cette espèce est menacée par le drainage des zones humides, et pourrait être affectée par les conséquences du réchauffement climatique.
L'eutrophisation générale des milieux et localement leur dystrophisation par la diffusion d'azote (sous forme d'engrais agricoles notamment) est une autre cause de régression.